# Frantz Massenat
Jean Frantz Massenat jr. (Ewing, 17 gennaio 1992) è un allenatore di pallacanestro ed ex cestista statunitense con cittadinanza haitiana.